# Benjamin Stockham
Benjamin James Stockham (La Mesa, 8 luglio 2000) è un attore statunitense.
Ha raggiunto la popolarità grazie alle serie televisive Padre in affitto, 1600 Penn e About a Boy.

## Biografia
Nato a La Mesa e cresciuto nella vicina Santee, Stockham risiede attualmente a Los Angeles. Oltre a recitare, Stockham si intende anche di disegno, tanto che gli è stato chiesto di illustrare un libro per bambini.

## Carriera
Nel 2009 Stockham ha debuttato al cinema nel film horror Quarantena, remake statunitense della pellicola spagnola Rec. Il successo è arrivato nel 2010, anno in cui ha recitato nella serie televisiva Padre in affitto, interpretando il ruolo di Robby Gunderson, il più giovane dei tre ragazzi protagonisti. Questa sua performance gli ha valso uno Young Artist Award come miglior giovane attore protagonista in una serie televisiva nel 2011.
Dopo alcune piccole apparizioni in altre serie televisive, dal 2012 al 2013 ha fatto parte del cast di 1600 Penn, in cui ha vestito i panni del personaggio Xander Gilchrist, il figlio più giovane di un immaginario Presidente degli Stati Uniti. Dopo aver preso parte ad alcuni film minori, nel 2014 è comparso in un annuncio di servizio pubblico per il My Life My Power Program, riguardante il tema del bullismo. Dallo stesso anno al 2015 ha recitato nei panni del giovane protagonista Marcus Brewer nella serie About a Boy. Questa sua interpretazione gli ha fatto conquistare un altro Young Artist Award come miglior giovane attore protagonista in una serie televisiva.

## Filmografia parziale

### Cinema
- Quarantena (Quarantine), regia di John Erick Dowdle (2008)
- Annie Parker, regia di Steven Bernstein (2013)
- A Country Christmas, regia di Dustin Rikert (2013)
- Mockingbird - In diretta dall'inferno (Mockingbird), regia di Bryan Bertino (2014)
- Simon Says, regia di Juliano (2016)
- Lost & Found, regia di Joseph Itaya (2016)

### Televisione
- Criminal Minds - serie TV, episodio 5x02 (2009)
- Padre in affitto (Sons of Tucson) - serie TV, 13 episodi (2010)
- CSI: NY - serie TV, episodio 7x07 (2010)
- Rizzoli & Isles - serie TV, episodio 2x08 (2011)
- C'era una volta (Once Upon a Time) - serie TV, episodio 2x17 (2013)
- 1600 Penn - serie TV, 13 episodi (2012-2013)
- Emergenza d'amore (Second Chances), regia di Ernie Barbarash - film TV (2013)
- About a Boy - serie TV, 33 episodi (2014-2015)
- NCIS - Unità anticrimine (NCIS) - serie TV, episodio 13x22 (2016)
- Gotham – serie TV, un episodio (2017)
- The Nerd Posse, regia di Anabelle D. Munro e Suzette Troche Stapp - film TV (2017)

## Doppiatori italiani
Nelle versioni in italiano delle opere in cui ha recitato, Benjamin Stockham è stato doppiato da:
- Tito Marteddu in Padre in affitto, C'era una volta
- Lorenzo Crisci in 9-1-1: Lone Star
- Riccardo Suarez in 1600 Penn

## Riconoscimenti
- 2010 – Young Artist Award[7]
  - Candidatura come Miglior giovane attore guest star di 13 anni o meno in una serie televisiva per Criminal Minds

- 2011 – Young Artist Award
  - Miglior giovane attore protagonista in una serie televisiva per Padre in affitto

- 2015 – Young Artist Award
  - Miglior giovane attore protagonista in una serie televisiva per About a Boy